# Noyers-Missy
Noyers-Missy é uma ex-comuna francesa na região administrativa da Normandia, no departamento de Calvados. Estendeu-se por uma área de 13,93 km². Em 2010 a comuna tinha 365 habitantes (densidade: 26,2 hab./km²).
A municipalidade foi estabelecida em 1 de janeiro de 2016 e consistiu na fusão das antigas comunas de Noyers-Bocage e Missy.
Em 1 de janeiro de 2017 foi fundida com as comunas de Le Locheur e Tournay-sur-Odon para a criação da nova comuna de Val d'Arry.